# Сар'янка (селище)
Сар'я́нка (рос. Сарьянка) — селище у складі Таборинського району Свердловської області. Входить до складу Кузнецовського сільського поселення.
Населення — 17 осіб (2010, 124 у 2002).
Національний склад населення станом на 2002 рік: росіяни — 96 %.